# Meguro-gawa
La rivière Meguro (目黒川, Meguro-gawa) est un cours d'eau situé à Tokyo au Japon.

## Géographie

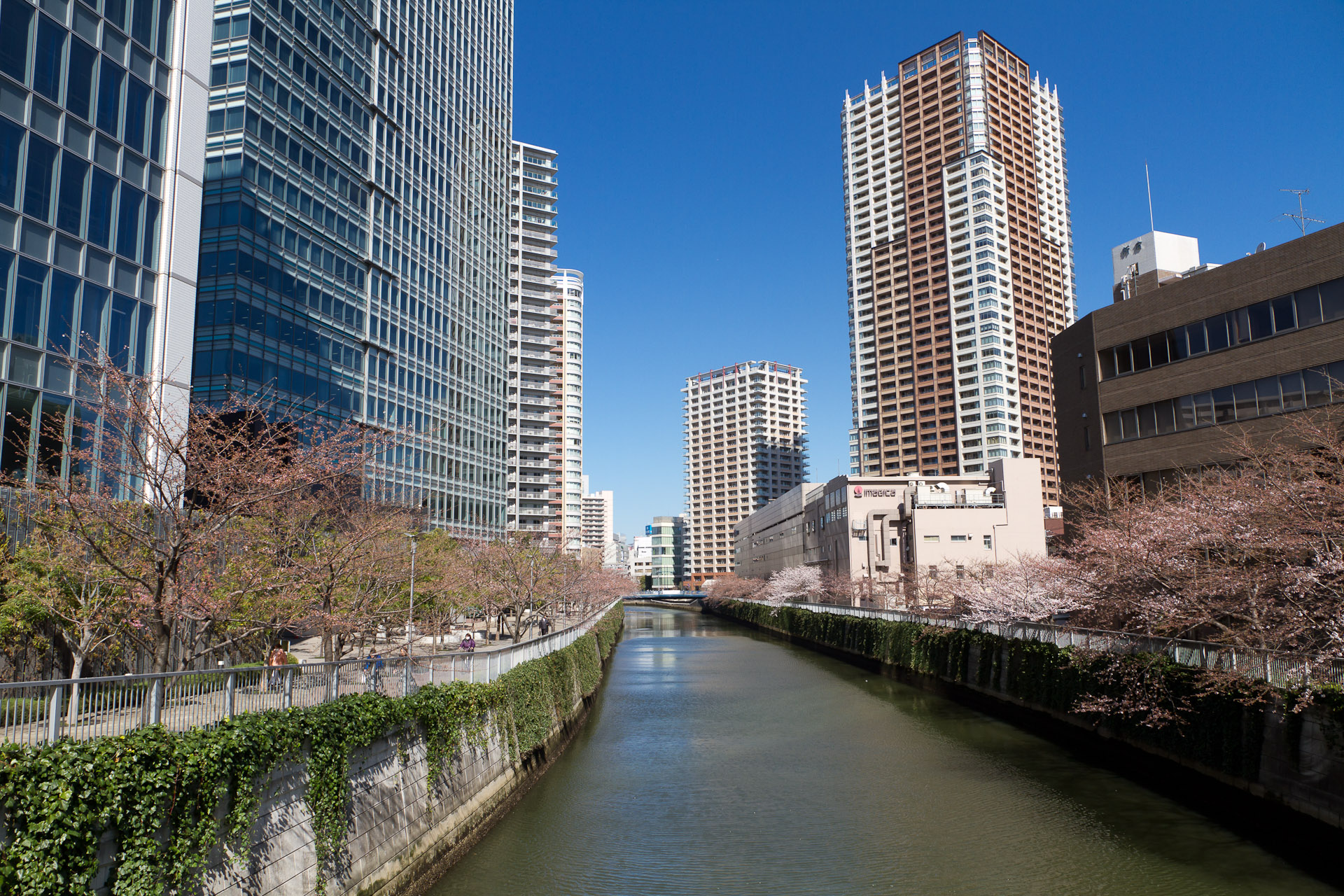
Rivière Meguro dans le quartier d'Ōsaki.

La rivière Meguro, longue de 7,82 km, se forme par la confluence des rivières Kitazawa et Karasuyama dans l'arrondissement de Setagaya à Tokyo. Elle termine sa course dans le canal Keihin, qui se jette dans la baie de Tokyo. Elle traverse les arrondissements de Setagaya, Meguro et Shinagawa. La rivière Jakuzure s'y déverse.

## Aménagement

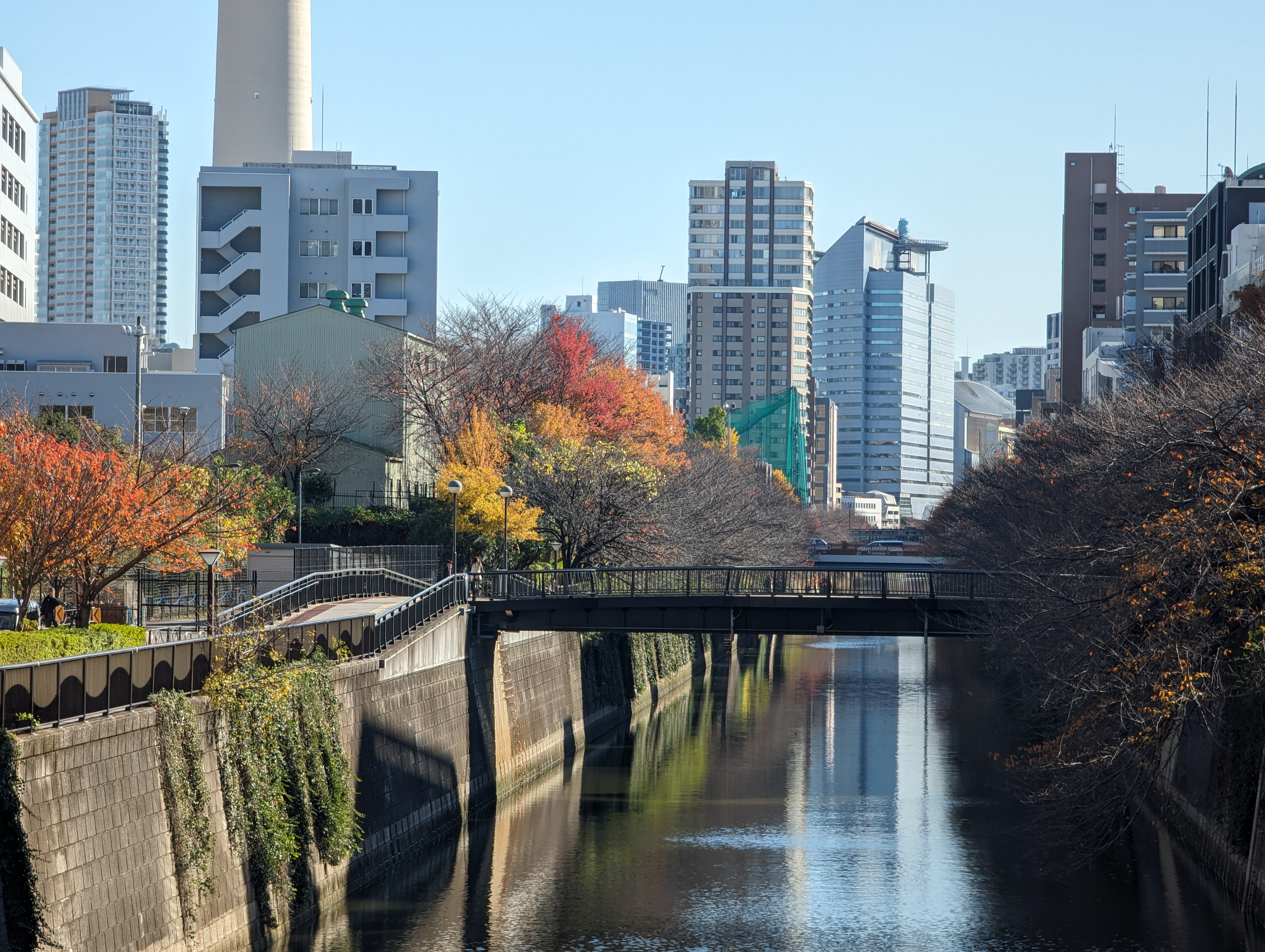
Rivière Meguro dans le quartier Nakameguro.

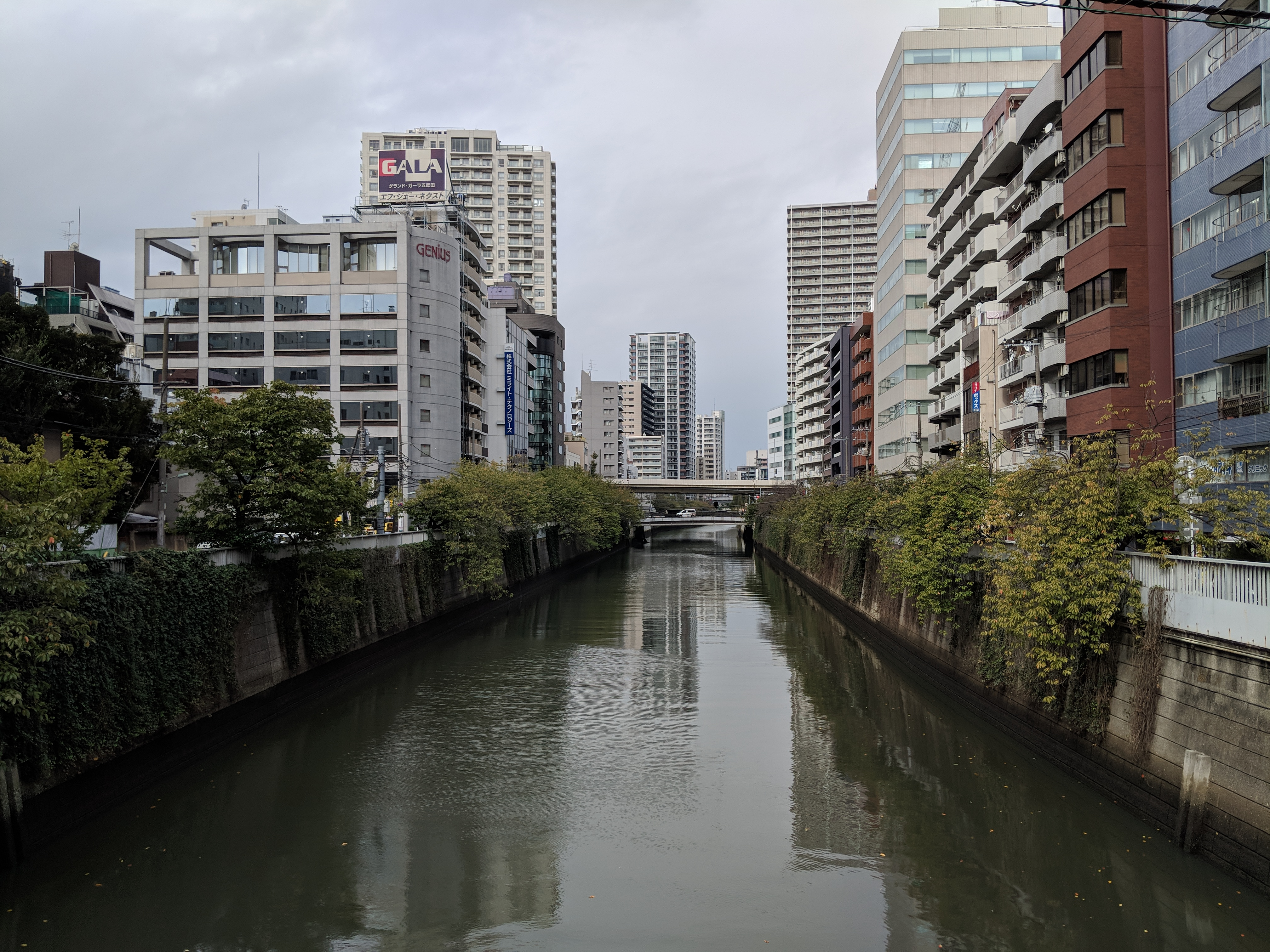
Rivière Meguro dans le quartier Nishi-Gotanda.

À partir de l'époque Meiji, des industries manufacturières se sont développées à proximité pour tirer parti du transport fluvial permis par la rivière. Cette activité industrielle remonte à 1873 avec l'installation de trois usines chimiques, et en 1955 se trouvaient environ 280 industries proches de la vallée de Meguro, avant que l'activité ne décline fortement dans la seconde moitié du XXe siècle. Les environs de la rivière étaient alors encore ruraux.
L'activité industrielle entraîne une pollution et une diminution du débit de la rivière. Dans les années 1960, il est décidé de recouvrir une partie de la rivière et de ses affluents et de l'intégrer au système d'égouts ; projet finalement stoppé en 1988. Cependant, les problématiques de pollution et du manque de débit demeurent, si bien que la ville met en place en 1995 un système de déversement d'eau recyclée pour en augmenter artificiellement le débit, la dépolluer et redynamiser son écosystème,.

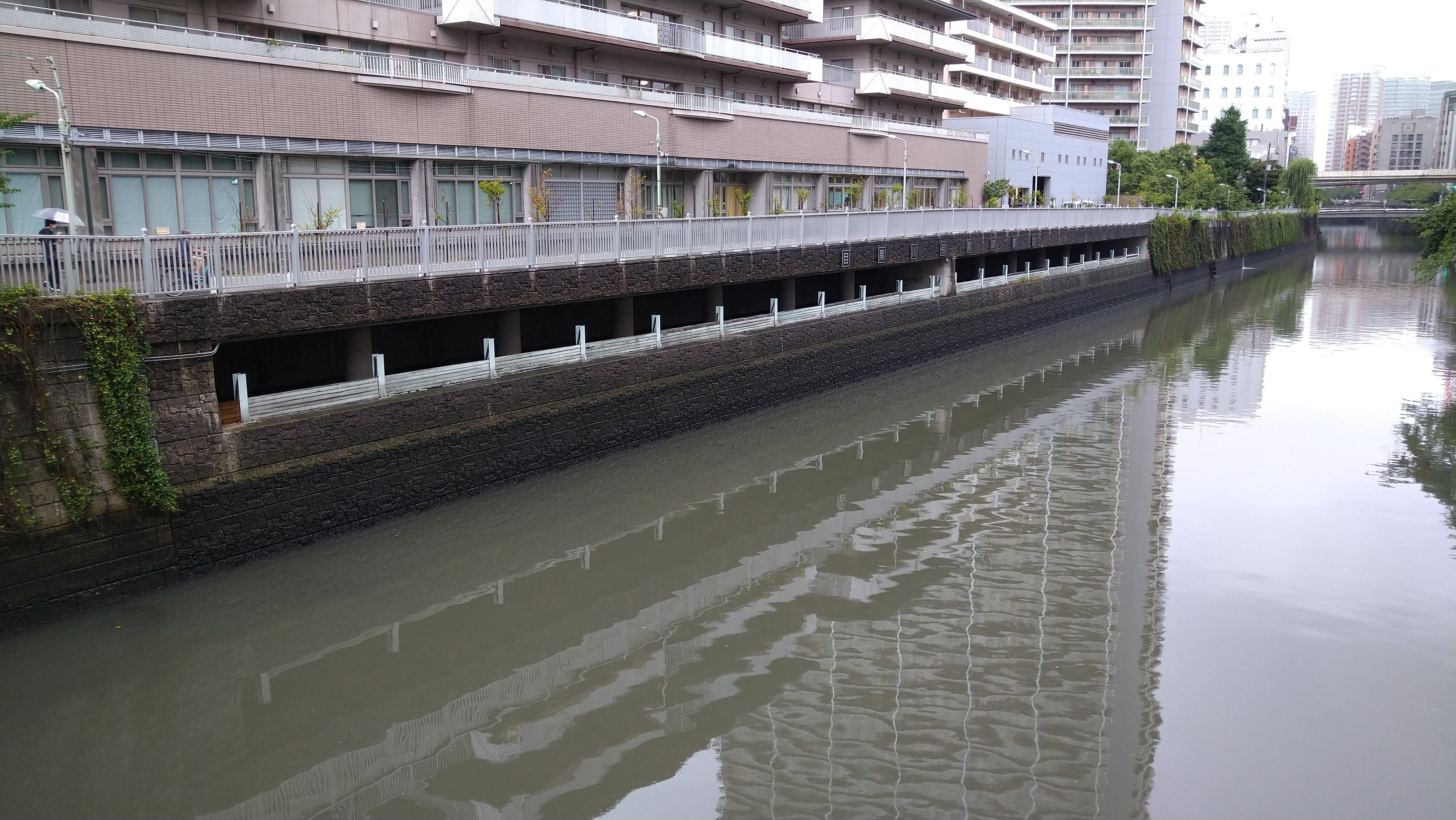
Bouche du bassin souterrain anti-inondation d'Ebara.

De 1991 à 2001, le bassin souterrain d'Ebara de 200 000 m3 est aménagé à proximité de la rivière pour éviter les risques d’inondations en cas de fortes précipitations.
La rivière est de nos jours connue pour ses berges aménagées pour la promenade, ses petits restaurants, ainsi que ses centaines de cerisiers du Japon qui fleurissent le long de plusieurs segments de la rivière au printemps, ce qui en fait une destination prisée par le public,. Plusieurs festivals se déroulant au printemps durant la floraison des cerisiers se tiennent dans les parcs aux alentours.

## Dans les arts
En art, la rivière est représentée par le célèbre peintre Hiroshige dans sa série des Cent vues d'Edo, dans les estampes 83 et 111.

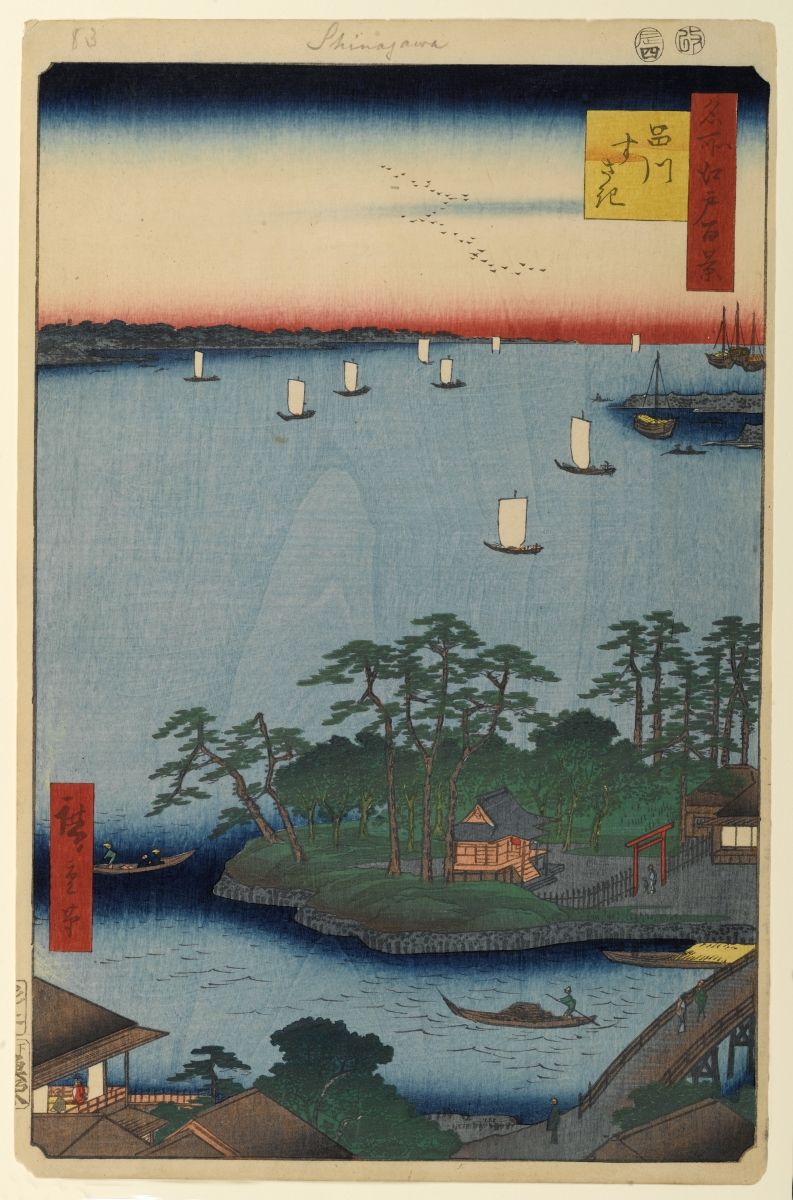
Estampe 83 des Cent vues d'Edo : la rivière Meguro en bas se jette dans la baie de Tokyo.
Estampe 111 des Cent vues d'Edo : pont-tambour enjambant la rivière Meguro.